# J.D.s
J.D.s — квір-панк журнал, заснований і спільно виданий у Канаді, Торонто, Онтаріо, Дж. Б. Джонсом і Брюсом Лабрюсом, у якому було випущено вісім номерів з 1985 по 1991 рік.
Емі Спенсер у DIY: The Rise of Lo-Fi Culture писала: «Багато хто вважає JDs каталізатором, який підштовхнув квіркор-сцену до існування». Пишучи в журналі C: International Contemporary Art, Ерл Міллер називає JDs «надзвичайно впливовими».
Після випуску перших кількох номерів J.D.s редактори написали маніфест під назвою «Не будь геєм», який був представлений у журналі Maximum RocknRoll. За словами Емі Спенсер, «стаття з’явилася в лютому 1989 року і одночасно нападала як на панк, так і на гей-субкультури...» та «після їхньої статті дійсно почала з’являтися квір-панк-культура». Дж. Б. Джонс стверджував: «Нашою метою по відношенню до панк-сцени було протистояти».

## Історія
Редактори спочатку обрали назву «гомокор» для опису руху, який вони почали, але пізніше замінили слово «гомо» на «квір», в подальшому започаткувавши квіркор, щоб краще відобразити різноманітність течії та повністю відмежуватися від гнітючих обмежень, ортодоксальності та порядку денного спільнот геїв та лесбійок. Дж. Б. Джонс казав: «Ми так само прагнули спровокувати геїв і лесбійок, так і панків». За словами Брюса Ла-Брюса, JDs спочатку позначало неповнолітніх правопорушників, але «також охоплювало таких осіб молодіжного культу, як Джеймс Дін і Дж. Д. Селінджер».
Журнал містив фотографії та малюнки том дічини (Tom Girl) Дж. Б. Джонса, оповідання Брюса Лабрюса та «JDs Top Ten Homocore Hits», список пісень на квір-тематику, таких як «Off-Duty Sailor» від The Dicks, «Only Loved At Night» від The Raincoats, «Gimme Gimme Gimme (A Man After Midnight)» від The Leather Nun , «Homophobia» від Victim's Family, «I, Bloodbrother Be» від Shock Headed Peters, «The Anal Staircase» від Coil та багато інших. Такі групи, як Anti-Scrunti Faction, були представлені у фанзіні, художник коміксів Anonymous Boy, автор Денніс Купер, художниця Керрі МакНінч, музикантка Аніта Сміт, виконавиця панк-дрег Вагінал Девіс і Клаус і Єна фон Брюкер. 
Вважають що такі журнали, як Homocore та Fanorama, були надихнуті на публікацію саме J.D.s.
У 1990 році J.D.s випустили першу компіляцію квіркор-пісень, касету під назвою «JDs Top Ten Homocore Hit Parade Tape», в якій брали участь групи The Apostles, Academy 23 і No Brain Cells з Великобританії, Fifth Column, Zuzu's Petals і Toilet Slaves з Канади, Bomb, Big Man, Robt. Omlit та Nikki Parasite із The Parasites із США та Gorse із Нової Зеландії.
Також у 1990 та 1991 роках Дж. Б. Джонс і Брюс Лабрюс почали влаштовувати кіновечори JDs. Це відбулося в Лондоні, Велика Британія у Сан-Франциско та Баффало, США, і в Монреалі та Торонто в Канаді, де редактори та різні учасники показували фільми, усі зняті за надзвичайно низькі бюджети на фільмі плівку Super 8 мм, як наприклад «Порушники спокою» Дж. Б. Джонса та «Хлопчик, дівчинка» та «Домашні фільми Брюса та Пеппера» Уейна Гейсі та Брюса Лабрюса.

## Також
- Квір-теорія
- Квіркор
- Homocore